# Pierre-Marie-Philippe Dejussieu-Pontcarrel
Pierre-Marie-Philippe Dejussieu-Pontcarrel, francoski general, * 1898, † 1984.